# La Chapelle-d’Alagnon
La Chapelle-d’Alagnon (Okzitanisch:La Chapèla d’Alanhon) ist eine französische Gemeinde mit 258 Einwohnern (Stand 1. Januar 2022) im Département Cantal in der Region Auvergne-Rhône-Alpes; sie gehört zum Arrondissement Saint-Flour.

## Geografie
La Chapelle-d’Alagnon liegt rund 17 Kilometer nordwestlich der Kleinstadt Saint-Flour im Gebiet des Regionalen Naturparks Volcans d’Auvergne. Es gehört zum Bergland Monts du Cantal. Die meisten Häuser liegen allerdings im Vallée de l’Alagnon (Alagnontal). Die wichtigsten Gewässer sind der Fluss Alagnon, der Fluss Ander, der Bach Foufouilloux sowie mehrere Teiche im Moorgebiet und im Talgebiet des Alagnon. Wichtigste Verkehrsverbindung ist die durch die Gemeinde führende Route nationale 122. Der nächstgelegene Bahnhof ist in Murat.
Nebst dem Dorf La Chapelle-d’Alagnon gibt es noch die Siedlungen Gaspard, Laborie, Le Jarrousset, Les Valettes, Maymargues, Nozerolles, Saint-Loup und Silhols.
Umgeben wird La Chapelle-d’Alagnon von den Nachbargemeinden Virargues im Norden, Celles im Osten, Ussel im Südosten, Laveissenet im Süden sowie Murat im Westen.

## Bevölkerungsentwicklung
| Jahr                       | 1793 | 1800 | 1831 | 1906 | 1962 | 1968 | 1975 | 1982 | 1990 | 1999 | 2006 | 2012 |
| -------------------------- | ---- | ---- | ---- | ---- | ---- | ---- | ---- | ---- | ---- | ---- | ---- | ---- |
| Einwohner                  | 479  | 397  | 434  | 411  | 272  | 264  | 239  | 246  | 236  | 250  | 242  | 242  |
| Quellen: Cassini und INSEE |      |      |      |      |      |      |      |      |      |      |      |      |

## Sehenswürdigkeiten
- Schloss Le Jarrousset aus dem 16. Jahrhundert
- Weiler Gaspard mit seinen Steinhäusern
- Kirche
- Flusstal des Alagnon

Quelle: